# 장아르멜 카나비크
장아르멜 카나비크(프랑스어: Jean-Armel Kana-Biyik, 1989년 7월 3일 ~ )는 카이세리스포르에서 활약하고 있는 카메룬의 축구 선수이며, 포지션은 수비수이다. 그는 전 카메룬 축구 국가대표팀에서 활약한 선수인 앙드레 카나비크의 아들이며, 그의 아버지가 마지막 선수 생활을 했던 르아브르 AC에서 선수 생활을 시작했다.
그는 프랑스에서 U-21 대표팀 생활을 보냈지만 2012년 그는 자신의 아버지의 조국인 카메룬 대표로 성인 A매치 데뷔전을 치른다.